# East Flat Rock
East Flat Rock è un census-designated place (CDP) degli Stati Uniti d'America, situato nello stato della Carolina del Nord, nella contea di Henderson. Secondo il censimento del 2020 gli abitanti di East Flat Rock ammontavano a 5 757.